# Droit papouan-néo-guinéen
Le droit papouan-néo-guinéen est le droit appliqué en Papouasie-Nouvelle-Guinée, lequel inclut la Constitution, les lois ordinaires adoptées par le Parlement et à l'indépendance (ainsi que les règlements qui leur correspondent), et le droit fait par les juges.

## Histoire

### Colonie allemande

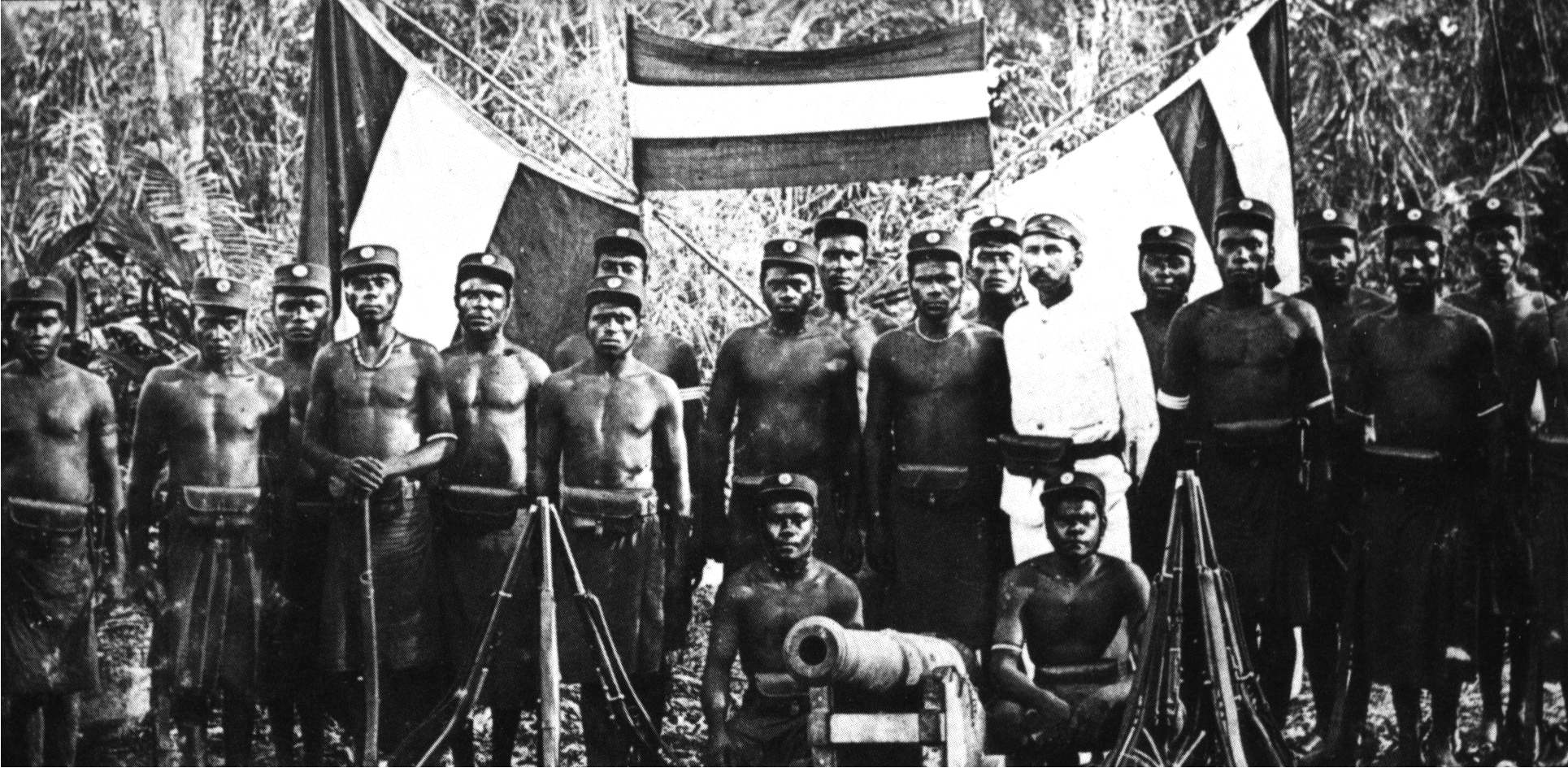
Brigade de police de l'administration coloniale allemande en 1885.

Le gouvernement colonial allemand tente d'établir des autorités locales non traditionnelles en introduisant des titres de leadership (uluai et tultul) dans les villages. À partir de 1903, toutes les terres des colonies allemandes du Pacifique sont régies par une ordonnance impériale, qui vise à les mettre au service des intérêts de l'État. Les autorités coloniales pouvaient donc acquérir des terres auprès des indigènes à des conditions particulières, ou bien interdire toute transaction. En Nouvelle-Guinée allemande, des dizaines de milliers d'hectares sont déjà revendiqués par des non-autochtones avant 1885, lorsqu'une charte accorde à la Neu Guinea Kompagnie le droit exclusif d'acquérir des terres appartenant à des propriétaires autochtones ou sans propriétaire. Les Allemands présupposent que la plupart des terres en Mélanésie sont à considérer juridiquement comme vacantes et sans maîtres. L'exercice de ce monopole de la Compagnie est réglementé par une ordonnance de 1887 qui prévoit que les terres acquises devaient être enregistrées non pas en tant que propriété privée, mais au moyen d'un certificat public délivré par l'administrateur. Lorsque la Compagnie choisit de renoncer à la gestion de la colonie en 1899, son monopole d'acquisition des terres est transféré à l'État. L'entreprise récupère au passage 50 000 hectares de terres, malgré des efforts de la part de l'État de lui faire renoncer à cette acquisition, mal vue par les habitants autochtones qui demandent eux aussi davantage de surfaces.

### Colonie britannique

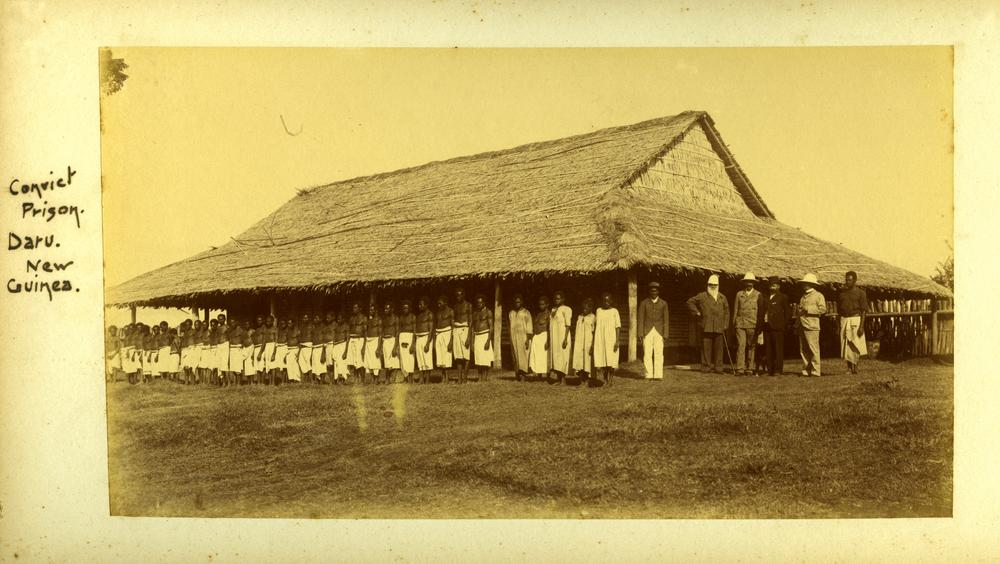
Prison coloniale à Daru dans les années 1890.

L'officier de patrouille européen, appelé kiap, est responsable du maintien de l'ordre au niveau du district et du sous-district. Ces patrouilleurs, assistés d'une force de police autochtone armée, enquêtent sur les crimes, appréhendent les suspects et statuent sur leur peine. Les peines de prison sont généralement courtes et purgées dans de petites prisons rurales. La main-d'œuvre carcérale était largement utilisée dans le cadre de divers projets de travaux publics.

### Mandat australien
Dans le territoire sous mandat de la Société des Nations, la justice est rendue directement par les kiaps dans les territoires ruraux, et dans les villes, les tribunaux sont soumis à l'administration australienne. Les appels se font en Australie, et les habitants des territoires ne font pas confiance à ce système judiciaire. Sur place, les lois mises en place par l'administration australienne sont largement considérées comme trop techniques, incompréhensibles et donc inutile pour la population. En 1963, le régime de lois à destination uniquement des autochtones (Native Regulations) et son ordre judiciaire sont abolis, et remplacés par une juridiction accessible à tous les habitants de manière égale. En 1973, deux ans avant l'indépendance, les tribunaux villageois sont créés à défaut de tribunaux locaux, faute de moyens. En 1972, la première promotion de juges non-australiens est nommée.

### Indépendance

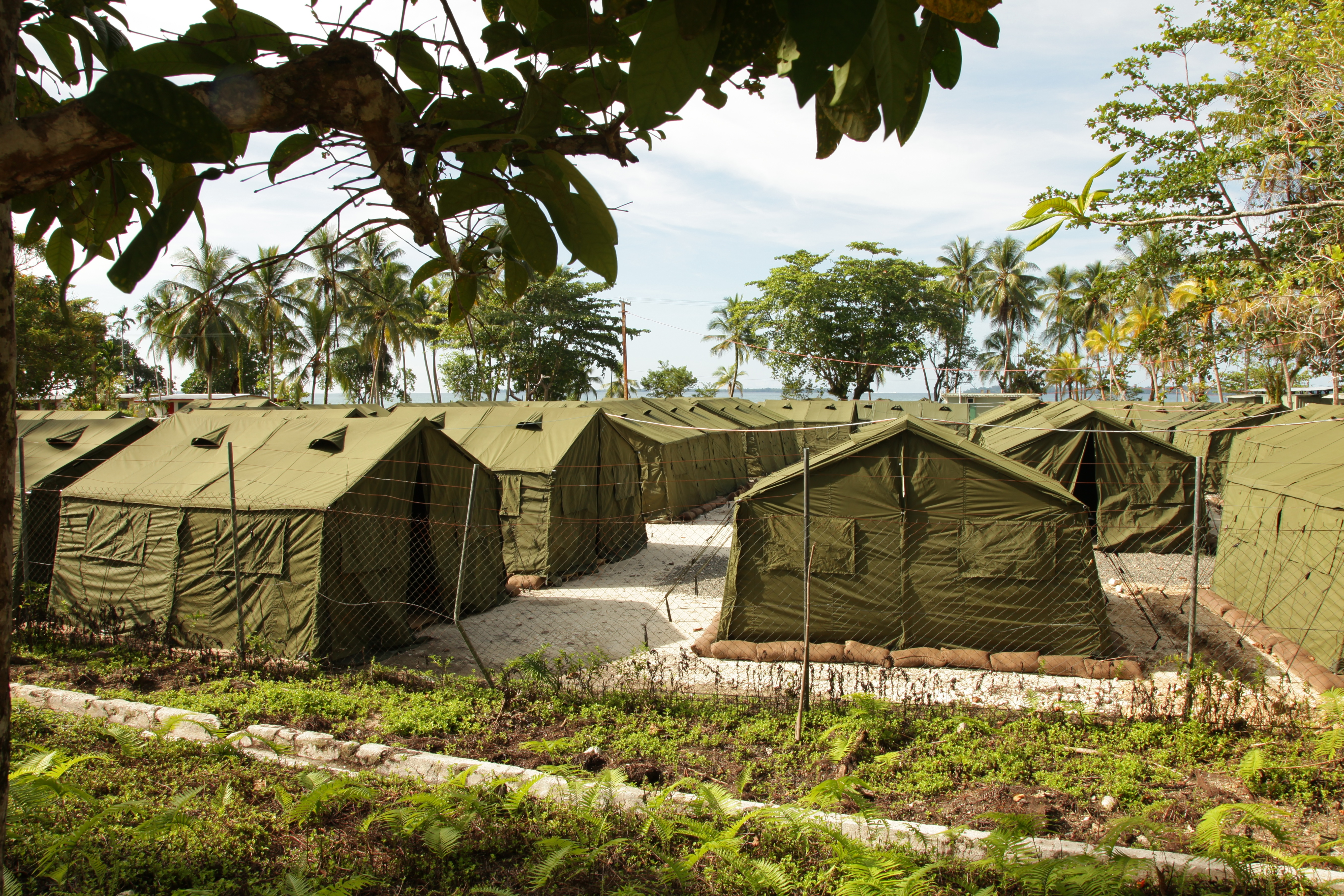
Le Manus Regional Processing Centre, dans lequel la Papouasie-Nouvelle-Guinée avait la tâche de retenir des migrants pour le compte du gouvernement australien entre 2001 et 2021.

Malgré l'indépendance en 1975, le pays conserve une législation composée de lois britanniques et australiennes dans une proportion écrasante. Le Code pénal est presque une copie de celui du Queensland, les Rules of Court (règles de procédures) sont ceux de Nouvelle-Galles du Sud ; le Matrimonial Causes Act est une très vieille loi anglaise de 1857 qui était en vigueur en Australie avant l'adoption du Divorce Act 1964 ; le Companies Act ch. 146 était grandement inspiré du Companies Act 1948 anglais et fut remplacé par le Companies Act 1997, adopté sur la base de son équivalent néo-zélandais. Cela crée une dissonance entre la législation et la vie juridique quotidienne des habitants du pays. Après la Constitution de la Papouasie-Nouvelle-Guinée, une commission menée par Bernard Narokobi prévoit de grandes réformes pour tenter d'adapter les lois à sa philosophie sur la « voie mélanésienne ». Toutefois, dès les années 1980, le gouvernement perd l'ambition de réécrire la législation et se concentre sur les infrastructures,. Au contraire, la Papouasie-Nouvelle-Guinée transplante encore souvent des lois issues du Royaume-Uni ou de l'Australie, par exemple en matière minière dans les années 1990. Ces emprunts ont le défaut de ne pas correspondre à la réalité des usages juridiques et sont donc la plupart du temps inefficaces. L'Australie continue de mener des missions d'aide au développement à l'égard du système juridique de Papouasie-Nouvelle-Guinée, une attention qui est analysée par Mark Evenhuis comme un prolongement de l'idéologie raciste de la mission civilisatrice.

#### Affaire Rooney
En 1979, quatre ans après l'indépendance, Nahau Rooney, alors ministre de la Justice, écrit une lettre ouverte critique largement diffusée concernant ce qu'elle perçoit comme un manque de sensibilité de la Cour suprême, alors entièrement composé de juges expatriés, vis-à-vis du « sentiment national croissant ». Plus particulièrement, Rooney montre son impatience concernant le processus d'adaptation du droit à la culture autochtone du pays, prévu par la Constitution. Selon elle, la Cour s'attache trop au texte des lois, et reste ainsi trop fidèle à l'héritage colonial. Le juge en chef, Sir William Prentice, convoque une session plénière spéciale pour condamner la ministre pour atteinte à l'indépendance de la justice. Rooney réagit en déclarant qu'elle n'a aucune confiance en l'appareil judiciaire, qui ne s'intéresserait qu'à l'application de lois étrangères et pas à la Papouasie-Nouvelle-Guinée. La Cour la condamne à huit mois de prison. Le Premier ministre la libère sous condition après une journée de prison, ce qui entraîne la démission de quatre des juges, un cinquième ayant déjà démissionné pour une affaire similaire. Par la suite, la Cour continue d'intervenir souvent dans la vie politique, notamment pour trancher les élections.
En 2006, l'indépendance du pouvoir judiciaire fut brièvement remis en cause par Sir Arnold Amet, ancien juge en chef de Papouasie-Nouvelle Guinée, qui allait entamer une carrière politique post-juridique, et qui publia une série d'articles dans le journal, détenu par la Malaisie, The National, dans lequel il remettait en cause politiquement les délibérations de la Cour qu'il avait présidé en ce qui concerne une affaire importante. La Cour suprême rappela au journal qu'une telle remise en cause était susceptible d'entraîner des sanctions, et Sir Arnold se retira.

## Droit pénal
L'adoption du rapport Derham de 1960 sur l'administration judiciaire conduit au démantèlement progressif de l'administration coloniale et à son remplacement par un système centralisé de justice pénale fondé sur une division institutionnalisée du travail entre la police, les tribunaux et les prisons. Avec l'indépendance en 1975, de nombreux fonctionnaires australiens expérimentés s'en vont et sont remplacés par des habitants locaux. Au sein de la police, de graves problèmes de discipline donnent lieu à des allégations régulières de violations des droits humains, ainsi qu'à de nombreuses demandes d'indemnisation devant les tribunaux civils. Les tribunaux locaux et de district, présidés par des magistrats professionnels, traitent des infractions sommaires. Un tribunal pour mineurs est habilité à connaître des infractions commises par des enfants de moins de 18 ans. La National Court siège avec un juge unique et traite les actes criminels graves. Les décisions de cette juridiction peuvent faire l'objet d'un appel devant la Cour suprême. Si l'emprisonnement reste la peine la plus courante, la peine capitale a été réintroduite pour le délit d'homicide volontaire en 1991. Depuis lors, la peine de mort a été prononcée dans plusieurs affaires devant la Cour nationale, mais les jugements ont été annulés ou suspendus en appel. Aucune exécution n'a eu lieu. Le succès limité de la justice pénale institutionnalisée en général et du maintien de l'ordre en particulier a conduit à compléter les procédures habituelles de la justice pénale par des mesures extraordinaires telles que les couvre-feux et les opérations spéciales de maintien de l'ordre. Les formes coutumières de résolution des conflits, adaptées aux aléas du changement, continuent de fonctionner dans la plupart des communautés villageoises.

### Délits sexuels
En 1926, les femmes blanches perdent le droit d'entrer dans les territoires de Papouasie et de Nouvelle-Guinée, car les autorités coloniales craignent qu'elles ne vendent des services sexuels dans les nombreux camps de chercheurs d'or. Ce n'est que dans les années 1960 que le système judiciaire-policier commence à réprimer les travailleuses du sexe autochtones, notamment dans la région de Port Moresby, en utilisant la loi contre le vagabondage. En 1977, lors de la réforme post-indépendance, le travail du sexe est décriminalisé, mais le proxénétisme reste puni. Néanmoins, la police continue les arrestations. Un an plus tard en 1978, quatre femmes portent plainte en justice. Le juge refuse d'appliquer la nouvelle loi, et estime que les travailleuses du sexe peuvent être condamnées pour proxénétisme sur elles-mêmes. Deux ans plus tard, le juge Narokobi propose d'amender cette jurisprudence pour en exclure les femmes qui ne pratiquent le travail du sexe qu'occasionnellement. Toutefois, son idée n'est pas entendue, et le reste du système judiciaire et policier continue d'interpréter le délit de proxénétisme comme criminalisant le travail du sexe lui-même.
Les relations sexuelles entre hommes sont principalement criminalisées à partir de l'héritage du délit de sodomie en droit colonial britannique. Chaque année dans les décennies 1950 et 1960, quelques hommes autochtones sont condamnés à de la prison sous ce chef d'accusation. Après l'indépendance, le texte de la loi est conservé, mais n'est pratiquement plus appliqué dans les tribunaux. Quelques témoignages font cependant état d'une répression continue de la part de la police au XXIe siècle. En matière de sexualité entre hommes, le principe général de la coutume comme fondement sous-jacent du droit en Papouasie-Nouvelle-Guinée est particulièrement laissé de côté. Dans ce type d'affaires, les autorités ne s'appuient jamais sur une appréciation de la tolérance ou de l'intolérance sur le comportement sexuel en question au sein de la communauté locale concernée, alors même que l'homosexualité par exemple est bien plus acceptée dans certaines régions que dans d'autres. En revanche, les rapports de pouvoir entre classes sociales sont toujours au cœur des préoccupations et des raisonnements, car le sexe entre hommes est traité par les acteurs du système judiciaire-policier avant tout comme une menace pour l'ordre social, plutôt que comme une atteinte aux intérêts d'une quelconque victime,.

## Droit constitutionnel
La Constitution déclare que le « droit sous-jacent » (« underlying law ») – c'est la common law de Papouasie-Nouvelle-Guinée – qui se compose de la Constitution, du « droit coutumier », dérivé des « coutumes » des différents peuples de Papouasie-Nouvelle-Guinée, et de la common law du Royaume-Uni tel qu'il était à l'indépendance le 16 septembre 1975. Cela signifie que les décisions de la Haute Cour d'Australie, du Comité judiciaire du Conseil privé ne font pas partie de la common law et que les décisions prises par les Cours de Papouasie-Nouvelle-Guinée avant l'indépendance (sur la base du droit australien donc) ne font pas partie de ce droit. Les décisions de la Chambre des lords, des cours d'appel britanniques, de la Queen's Bench britannique et des autres cours britanniques en font partie.
La part « coutumière » du « droit sous-jacent » fut envisagé par les rédacteurs de la Constitution comme dérivant des coutumes régionales de la même façon que la common law du Royaume-Uni (la loi qui était « commune » – « common » – à tout le pays) fit avant 1189, considérer comme « temps immémorial » en droit anglais. En pratique les Cours ont eu beaucoup de difficulté à appliquer les normes traditionnelle dans un système légal moderne et le développement du droit coutumier, selon la conception de la justice et de l'équité des indigènes mélanésien était moins rigoureuse que ce qui avait été anticipé en 1975. En 2000 le Parlement adopta l’Underlying Law Act 2000 qui requiert que les Cours portent plus d'attention aux coutumes et au développent du droit coutumier en tant que composant important du « droit sous-jacent ».
La Constitution comporte une clause de répugnance, qui est commune dans les ex-colonies britanniques, par exemple au Nigéria. Cette clause stipule que tous les aspects des coutumes qui sont incompatibles avec le droit institué sont invalides.

## Justice
Le système judiciaire se compose de tribunaux de proximité dans les villages, qui restent la seule juridiction relevant de la responsabilité administrative de l'exécutif, les tribunaux de district dans les centres urbains présidées par des magistrats rétribués, la Cour nationale qui est la cour supérieure de première instance et la Cour suprême qui est fonctionnellement une division d'appel de la Cour nationale. La Cour suprême est le tribunal de dernière instance. La Cour suprême a aussi compétence en vertu de la Constitution pour donner des avis consultatifs, appelés « références », sur la constitutionnalité des lois. En plus de sa fonction en tant que tribunal de première instance, la juridiction nationale est aussi compétente en cas de contestation des résultats des élections par les candidats non retenus pour le Parlement ; les tribunaux de leadership auditionne les allégations de fautes dans l'exercice d'une fonction déferrée par la Commission de médiation, laquelle est composé d'un juge de la Cour national et de deux magistrats des tribunaux de district.
La Cour suprême a une responsabilité particulière pour développer le « droit sous-jacent », c'est-à-dire la common law de Papouasie-Nouvelle-Guinée, en ayant recours à des règles de coutume locale issues de diverses régions du pays, et qui peuvent être considérées comme étant communes à l'ensemble du pays. Cette responsabilité a été expressément confirmée dans le mandat supplémentaire de la Loi sur le droit sous-jacent de 2000, qui vise à confier un mandat plus importants aux tribunaux en ce qui concerne la coutume et le développement du droit coutumier comme une composante importante de la loi sous-jacente. Dans la pratique, les tribunaux ont eu beaucoup de difficultés dans l'application de la coutume, laquelle est très différente du fait des nombreuses sociétés traditionnelles du pays dans un système juridique moderne, et le développement du droit coutumier selon les conceptions indigènes mélanésiens de la justice et de l'équité a été moins approfondie que ce qui avait été prévu en 1975. La Loi sur le droit sous-jacent ne semble pas encore avoir eu d'effet significatif.
La plaidoirie suit les conventions de la common law anglaise et est contradictoire et non inquisitoriale.
Malgré les tentatives d'intégrer le droit coutumier, le décret de « National Courts » est ressentie moins vivement dans les villages les plus reculés. Les victimes de la criminalité peuvent choisir d'avoir leurs causes entendues devant les juridictions nationales, mais cela signifie qu'il faut transporter tous ceux qui sont impliqués dans la ville la plus proche. En outre, les juridictions nationales vont généralement déléguer les peines  qui ne vont pas compenser directement la victime.
Dans les régions éloignées où peu de gens ont un emploi rémunéré, il semblerait que de fortes amendes ne seraient pas susceptibles d'être payé. Le système est généralement très efficace, beaucoup de gens vont travailler en ville à un certain moment dans leur vie et ont des économies. Les amendes sont imposées contre le transgresseur et sa famille, qui se rejoignent ensuite pour payer l'amende. Les familles des victimes sont généralement satisfaites qu'elles reçoivent l'amende, ce qui réduit le risque de conflits antérieurs. Après avoir payé l'amende, la famille du transgresseur fait généralement très attention à son comportement et pourrait le faire travailler afin de les rembourser progressivement. Le Committee Man reçoit une rémunération pour son temps, généralement par la personne qui intente l'affaire.
Dans un environnement éloigné sans police pour sauvegarder et faire respecter sa décision, le Committee Man doit faire preuve de sagesse et de diplomatie pour faire respecter son verdict. Les Good Committee Men sont des personnes qualifiées de remarquables et des sources d'information précieuses sur leurs communautés locales.

### Tribunaux villageois

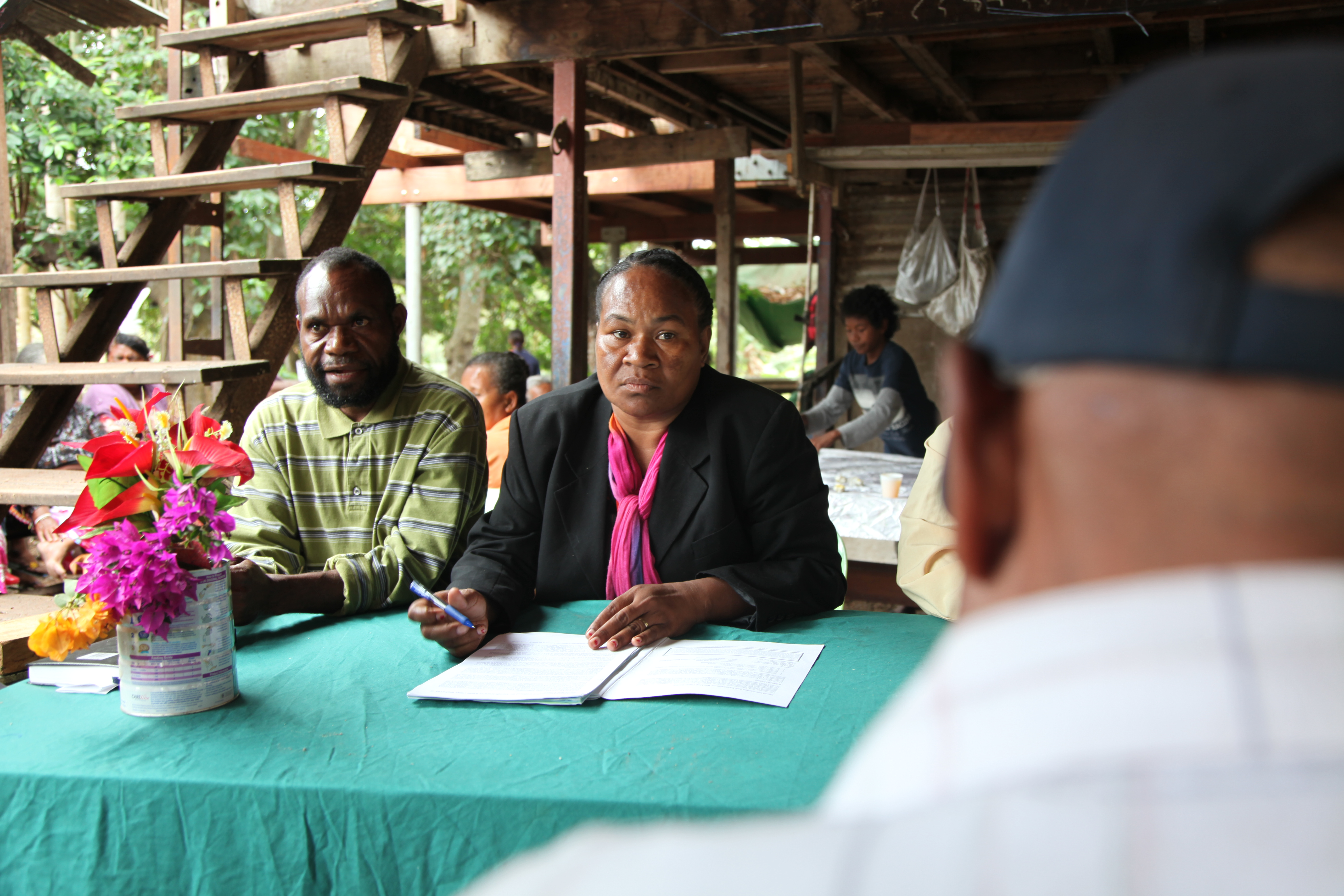
Linda Rau, juge au tribunal villageois de Kila Kila près de Port Moresby. Moins de 2% des magistrats des juridictions villageoises sont des femmes.

Le système des tribunaux de village de Papouasie-Nouvelle-Guinée est introduit par une loi à la fin de l'ère coloniale dans un climat de critique du système juridique anglo-australien qui, selon les représentants indigènes, n'était pas accessible aux communautés rurales et opprimait les systèmes de réglementation coutumiers. La législation de 1973 prévoyait que les tribunaux villageois siègent de manière informelle lorsque des litiges surgiraient dans les communes, que les magistrats seraient choisis par les villageois en leur sein plutôt que d'être des spécialistes formés au droit, et que les tribunaux suivraient la coutume autant que possible dans les procédures et les décisions. Le système a commencé à se répandre dans les zones rurales en 1974, mais des signes ont rapidement montré que les tribunaux s'écartaient des intentions de la législation. Certaines communautés rurales commencent à construire des palais de justice imitant les structures des tribunaux officiels qui fonctionnaient dans le pays depuis le début de la période coloniale. Divers éléments de procédure formelle sont devenus de plus en plus courants au fil du temps, tels que la levée du drapeau, les codes de révérence envers les magistrats, les annonces d'ouverture et de clôture et les serments.
Il y a un grand nombre de tribunaux villageois, plus de 1000 au milieu des années 1990, avec des pratiques très diverses. Bien que le système soit censé être administré par le département du procureur général, qui doit tenir des registres et publier des statistiques, ces rapports officiels ne sont en règle générale pas complets. En effet, la loi encourage les magistrats villageois à chercher la conciliation avant d'enclencher des procédures judiciaires formelles, et ainsi la plupart des affaires ne sont pas enregistrées. En outre, de nombreux plaignants abandonnent leur procès après la première comparution, n'ayant utilisé le tribunal que pour faire connaître publiquement leur mécontentement à l'égard de quelqu'un.
Assez rapidement, le système des tribunaux de village a commencé à être utilisé aussi dans les villes, notamment par les communautés de migrants.
Bien que le gouvernement central considère les tribunaux villageois surtout comme des garants de la paix sociale, les magistrats orientent leur activité en fait surtout vers la préservation des relations sociales, soient-elles tendues.